# لقاح مستشفى غرب الصين كوفيد-19
لقاح مستشفى غرب الصين كوفيد-19 (بالإنجليزية: West China Hospital COVID-19 vaccine)‏؛ هو لقاح مرشح ضد مرض فيروس كورونا، يعمل «مركز مقاطعة جيانغسو لمكافحة الأمراض والوقاية منها» على تطويره وإنتاجه بتقنية وحدات البروتين الفرعية بالتعاون مع مستشفى غرب الصين، وهو مخصص للإعطاء عن طريق الحقن العضلي.